# 크리스틀 라이트닝

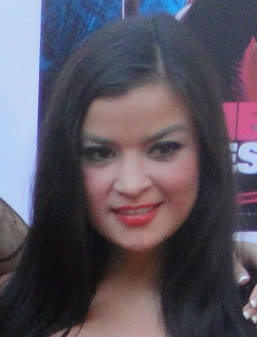

크리스틀 라이트닝(Crystle Lightning, 1981년 2월 5일 ~ )는 미국의 모델, 영화배우이다.
에드먼턴에서 태어났다.

## 영화
- 올더 댄 아메리카 (2008년)
- 아메리칸 파이 4 - 썸머 캠프 (2005년) - 클로이 역
- 블랙 호크 다운 - 에스케이프 (2003년)
- 라스트 찬스 디텍티브 - 이스케이프 프럼 파이어 레이크 (1996년)
- 라스트 찬스 디텍티브 - 레전드 오브 데저트 빅풋 (1995년)
- 닌자 키드 3 (1995년)
- 라스트 찬스 디텍티브 - 미스테리 라이츠 오브 나바조 메사 (1994년)